# Rondu
Rondu (Luxembourgeois: Rouden) est un hameau de la commune belge de Libramont-Chevigny située en Région wallonne dans la province de Luxembourg.

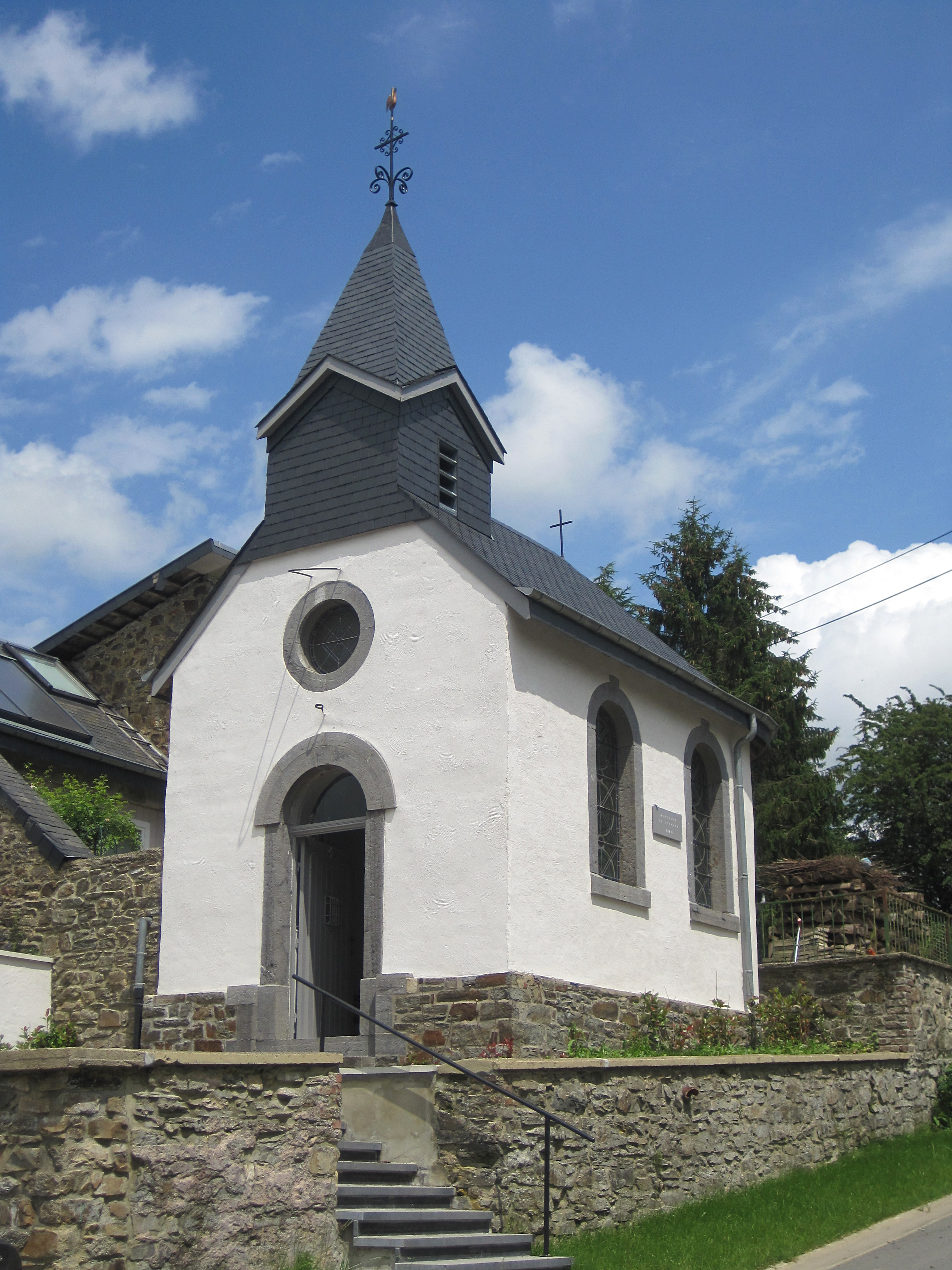
La chapelle Saint-Antoine.

## Géographie
Rondu est situé à environ 10 km au nord-est de Libramont à une altitude comprise entre 460 m et 486 m.